# Zubin Mehta
Zubin Mehta (ur. 29 kwietnia 1936 w Bombaju) – indyjski dyrygent muzyki poważnej.

## Życiorys
Wielokrotnie prowadził koncert noworoczny w Wiedniu. Przez ponad 50 lat był związany z Izraelską Orkiestrą Symfoniczną w Tel Awiwie, a w latach 1981–2019 pełnił funkcję jej dyrektora. Dyrygował na koncertach trzech tenorów – Plácido Domingo, Luciano Pavarottiego i José Carrerasa. W 2005 zorganizował w Madras koncert wspomagający ofiary tsunami. W 2007 wystąpił w Polsce z orkiestrą florenckiego Teatru Muzycznego.
Jego ojcem był Mehli Mehta, indyjski dyrygent i skrzypek, a nauczycielem Hans Swarowsky.

## Odznaczenia i wyróżnienia

### Odznaczenia
- Order Padma Bhushan (1966)[6]
- Orderem Padma Vibhushan (2001)[6]
- Order Zasługi Republiki Włoskiej III klasy (Włochy, 1975)[7]
- Order Zasługi Republiki Włoskiej II klasy (Włochy, 1991)[8]
- Order Zasługi Republiki Włoskiej I klasy (Włochy, 1996)[9]
- Krzyż Komandorski II Klasy Odznaki Honorowa za Zasługi dla Republiki Austrii (Austria, 1997)[10]
- Order Maksymiliana (Bawaria, Niemcy, 2008)[11]
- Odznaka Honorowa za Naukę i Sztukę I klasy (Austria, 2011)[10]
- Prezydencki Medal Zasługi (Izrael, 2012)[11]
- Order „Przyjaźń” II klasy (Kazachstan, 2017)[12]
- Złoty Order za Zasługi na polu cywilnym (Słowenia, 2019)[13]
- Order Australii (Australia, 2022)[14]
- Komandor Orderu Zasługi (Rumunia, 2023)[15]

### Nagdory i wyróżnienia
- Doktor honoris causa Uniwersytetu Concordia w Montrealu (1965)[16]
- Nagroda Izraela (Izrael, 1991)[11]
- Nagroda Wolfa w dziedzinie sztuki (Izrael, 1996)[11]
- Kennedy Center Honors (Stany Zjednoczone, 2006)[11]
- Nagroda Praemium Imperiale (Japonia, 2008)[11]
- Honorowe obywatelstwo Tel Awiwu-Jafy (Izrael)[11]
- Honorowe obywatelstwo Florencji (Włochy)[11]